# Rudi Dekkers
Rudi Dekkers (* 27. Juli 1956 in Apeldoorn, Niederlande; † 11. April 2024 auf den Philippinen) war ein niederländischer Unternehmer und verurteilter Drogenhändler. Der frühere Besitzer von Huffman Aviation (einer Flugschule in Venice, Florida) erregte nach den Anschlägen vom 11. September 2001 weltweites Aufsehen, als bekannt wurde, dass Dekkers zwei der Flugzeugentführer, Mohamed Atta und Marwan al-Shehhi, ausgebildet hatte, die den American-Airlines-Flug 11 bzw. den United-Airlines-Flug 175 in die Zwillingstürme des World Trade Center flogen und so tausende Menschen töteten.

## Leben
Dekkers wurde in Gelderland geboren und wuchs im Arbeiterviertel Jordaan in Amsterdam auf. Dekkers wuchs in ärmlichen Verhältnissen in einem schwierigen Elternhaus auf, wo sein Vater ihn regelmäßig schlug. So lief er oft als Kind von zu Hause weg und streifte durch die Straßen von Amsterdam. Er arbeitete später als Wohnungsmakler in Ede und verkaufte drei bis vier Häuser pro Woche. 1983 traf er Bill Gates und gründete daraufhin über Miami ein Computergeschäft in den Niederlanden, wobei er die Steuerbehörden umging und zu einem der ersten Computerhändler in den Niederlanden wurde. Neben seiner Arbeit als Makler und dem Computergeschäft erwarb er auf dem Flugplatz Teuge eine Pilotenlizenz.
Dekkers wanderte 1993 nach Florida aus. Vor seiner Übersiedlung in die Vereinigten Staaten wurde Dekkers von ehemaligen Geschäftspartnern beschuldigt, sie um Zehntausende von Gulden betrogen zu haben. Er wurde wegen Steuerbetrugs verurteilt, jedoch später in der Berufung freigesprochen. Zu den Vorwürfen äußerte Dekkers sich später „Ich habe mit diesem Steuerbetrug viel verdient. Ich kann nicht sagen, dass ich es bereue“. Dekkers wurde außerdem von einer ehemaligen Mitarbeiterin der sexuellen Belästigung beschuldigt, ein Fall, der später beigelegt wurde.
1999 erwarb Dekkers gemeinsam mit dem mormonischen Unternehmer Wallace J. Hilliard die Flugschule Huffman Aviation, die auf dem kleinen Venice Municipal Airport tätig war. Huffman vergab Pilotenlizenzen und trainierte das Fliegen mithilfe von Kleinflugzeugen und Flugsimulatoren, nicht aber die Ausbildung mit größeren Düsenflugzeugen. An der Flugschule übten hauptsächlich Ausländer und sie war wirtschaftlich sehr erfolgreich. Im Jahr 2001 verfügte Dekkers nach eigenen Angaben über ein Vermögen von 12 Millionen US-Dollar. Er besaß eine Dodge Viper und hatte einen Landeplatz vor seiner Villa in Naples, Florida.
Im Sommer 2000 trainierte Dekker die beiden späteren 9/11-Attentäter Mohamed Atta und Marwan al-Shehhi an seiner Flugschule und vermittelte ihnen sogar ein Zimmer im Haus seines Buchhalters. Nach 200 Übungsstunden bestanden die beiden „mittelmäßigen Schüler“ Atta und al-Shehhi die Prüfung, wofür Dekker 40.000 US-Dollar erhielt. Nach den Attentaten vom 11. September kooperierte Dekker mit dem FBI und gab an, dass ihm nichts Verdächtiges an den beiden Flugschülern aufgefallen sei.
Durch den Vorfall erhielt Dekker Morddrohungen. Er bekam auch Probleme mit dem Internal Revenue Service und der Federal Aviation Administration und wurde finanziell ruiniert. Seine Frau reichte die Scheidung ein und er verlor das Sorgerecht für seine Tochter. Am 24. Februar 2002 vermutete Dekkers, dass jemand versucht habe, ihn zu töten, als er mit einem Hubschrauber in den Caloosahatchee River stürzte, weil die Treibstoffleitungen durchtrennt waren. 2003 verkaufte er schließlich Huffman Aviation.
In der Folgezeit verkaufte Dekker Swimmingpools und lebte in einer Gated Community in Fort Myers. Er heiratete erneut, eine Kubanerin, die später ein gemeinsames Kind zur Welt brachte. Ein Jahr später führte die Finanzkrise 2007/08 jedoch zum Zusammenbruch des Immobilienmarktes in Florida, und er verlor sein Geschäft. 2011 wurde Dekkers erneut geschieden und befand sich in einer schwierigen finanziellen Lage. Sein Haus wurde zwangsversteigert und er musste in der Folgezeit von Lebensmittelmarken leben. Im selben Jahr veröffentlichte eine Autobiografie mit dem Titel Guilty by Association.
Am 2. Dezember 2012 wurde Dekkers vom United States Department of Homeland Security in Houston wegen Drogenhandels verhaftet, nachdem er einen blauen Koffer mit 18,7 Kilogramm Kokain und 860 Gramm Heroin entgegengenommen hatte. Nach anderthalb Jahren Untersuchungshaft wurde er zu fünf Jahren Haft verurteilt. Nach seiner Haftentlassung zog Dekkers in die Dominikanische Republik. Am 11. April 2019 verhafteten die niederländischen Behörden Dekkers am Amsterdamer Flughafen Schiphol mit 118 geschluckten Bällchen Kokain. Er wurde zu sieben Monaten Haft verurteilt.
Im Jahr 2022 lebte Dekkers mit seiner Freundin in Medellín, Kolumbien, später zog er auf die Philippinen, wo er am 11. April 2024 an Herzversagen starb.